# Złoty Krąg (Islandia)

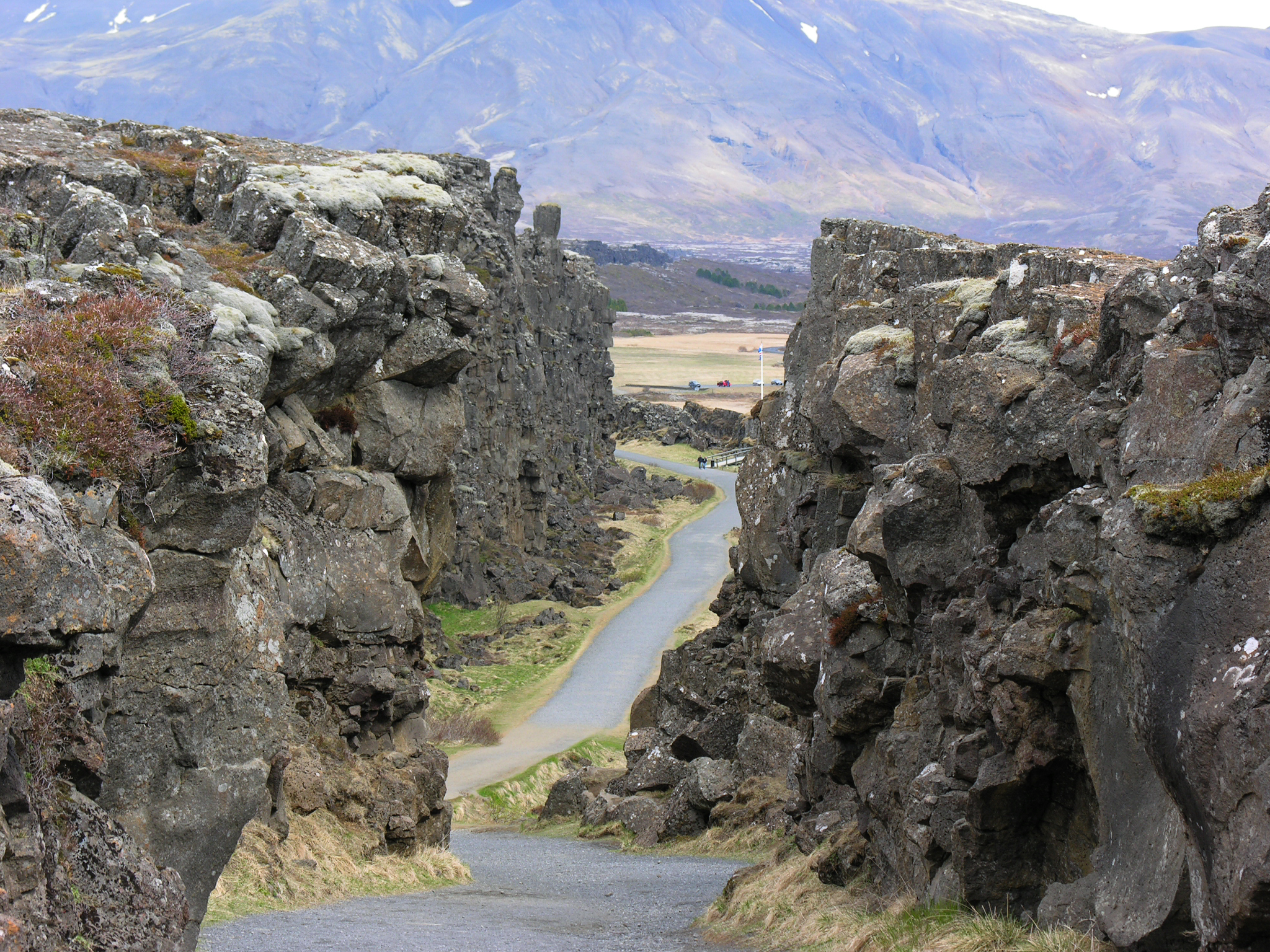
Þingvellir

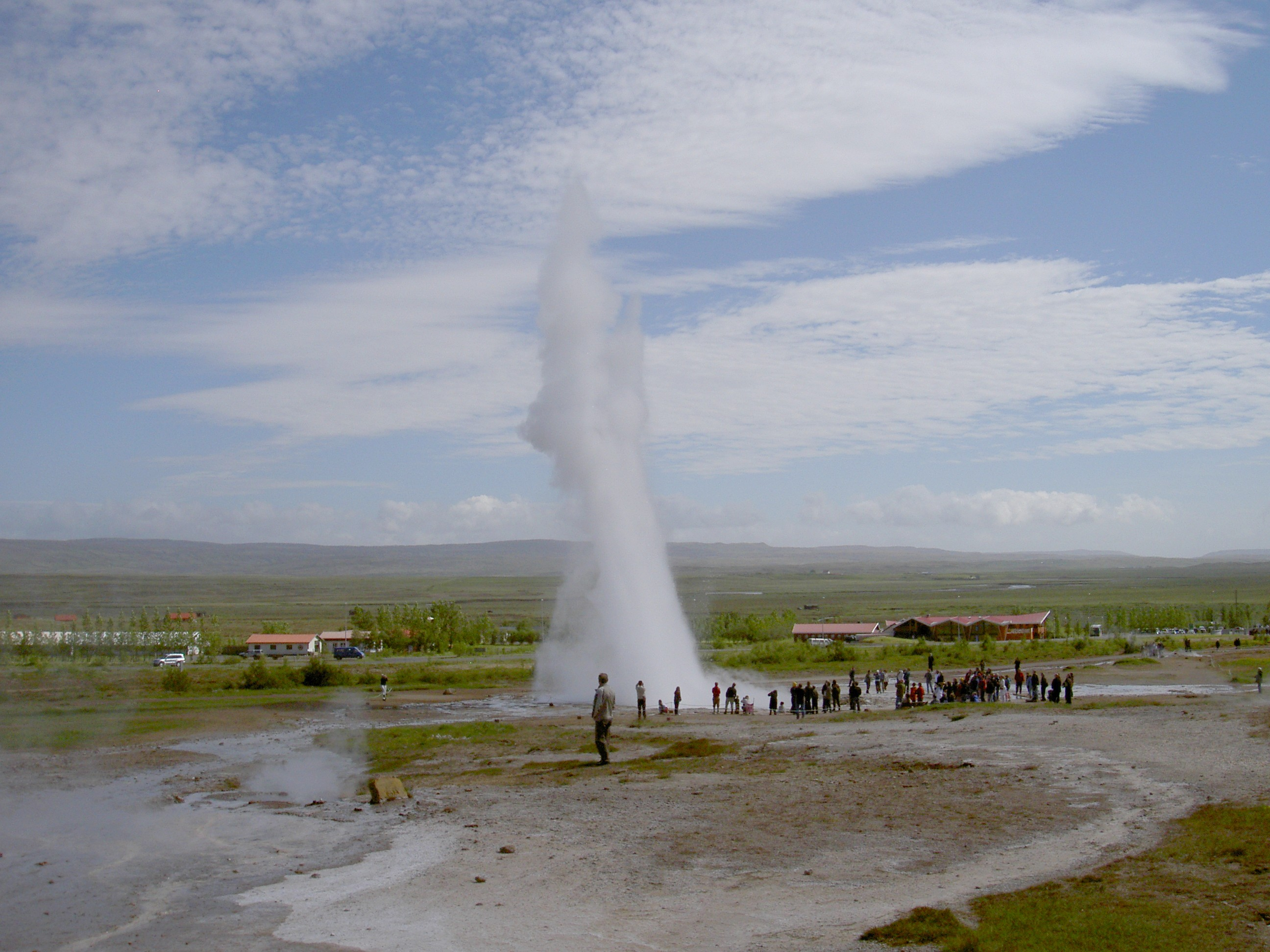
Gejzer Strokkur

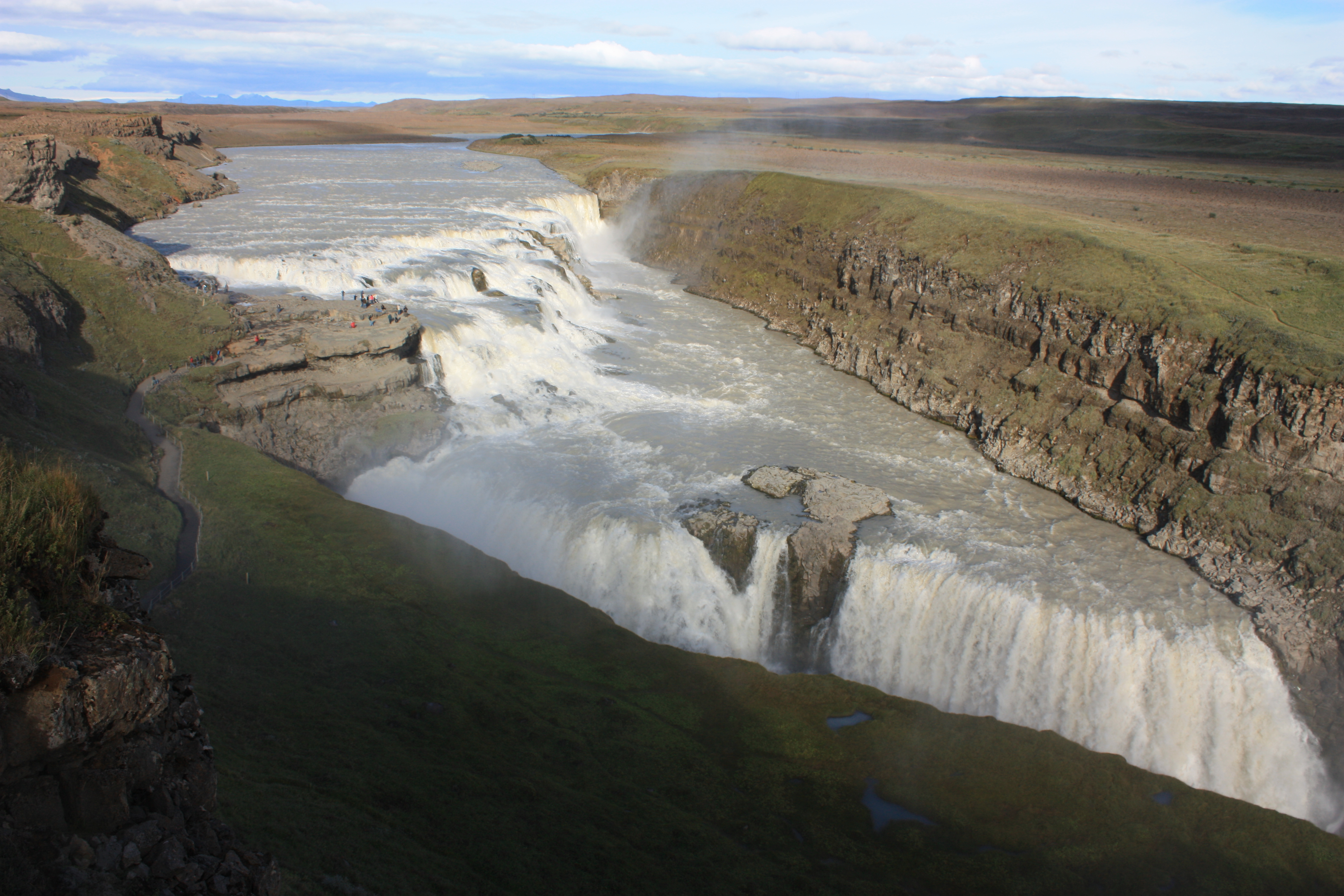
Wodospad Gullfoss

Złoty Krąg (isl. Gullni hringurinn, ang. Golden Circle) – nazwa trasy turystycznej w południowo-zachodniej Islandii, obejmującej główne atrakcje turystyczne tej części wyspy, do których można dotrzeć w ciągu jednego dnia ze stolicy kraju Reykjavíku.

## Atrakcje trasy
Do trzech najważniejszych atrakcji turystycznych Złotego Kręgu zalicza się:
- park narodowy Þingvellir, interesujący ze względu na geologię i historyczne znaczenie dla Islandczyków, wpisany na listę światowego dziedzictwa UNESCO,
- dolinę Haukadalur, znaną z aktywności geotermalnej, w szczególności gejzery Geysir i Strokkur,
- wodospad Gullfoss na rzece Hvítá (do jego nazwy nawiązuje nazwa trasy).

Niektórzy touroperatorzy w ramach Złotego Kręgu oferują również m.in.:
- skorzystanie z geotermalnych basenów: Fontana w Laugarvatn lub Gamla laugin w Flúðir,
- wizytę na lodowcu Langjökull,
- rafting na rzece Hvítá,
- odwiedziny w ekowiosce Sólheimar,
- zwiedzanie historycznej osady Skálholt, siedziby średniowiecznego biskupstwa,
- przejazd doliną rzeki Þjórsá (Þjórsárdalur) z wodospadami,
- wulkan Kerið z jeziorem kraterowym.